# Benabdallah Benzaza

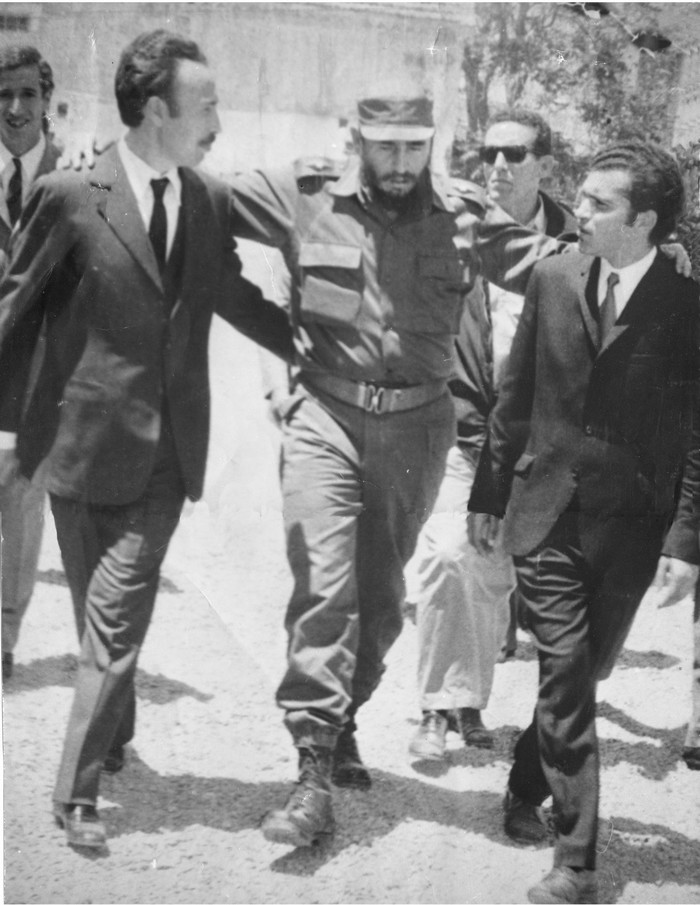
Feu président Houari Boumediene, Fidel Castro et Benzaza Hadj Benabdallah - Mai 1972

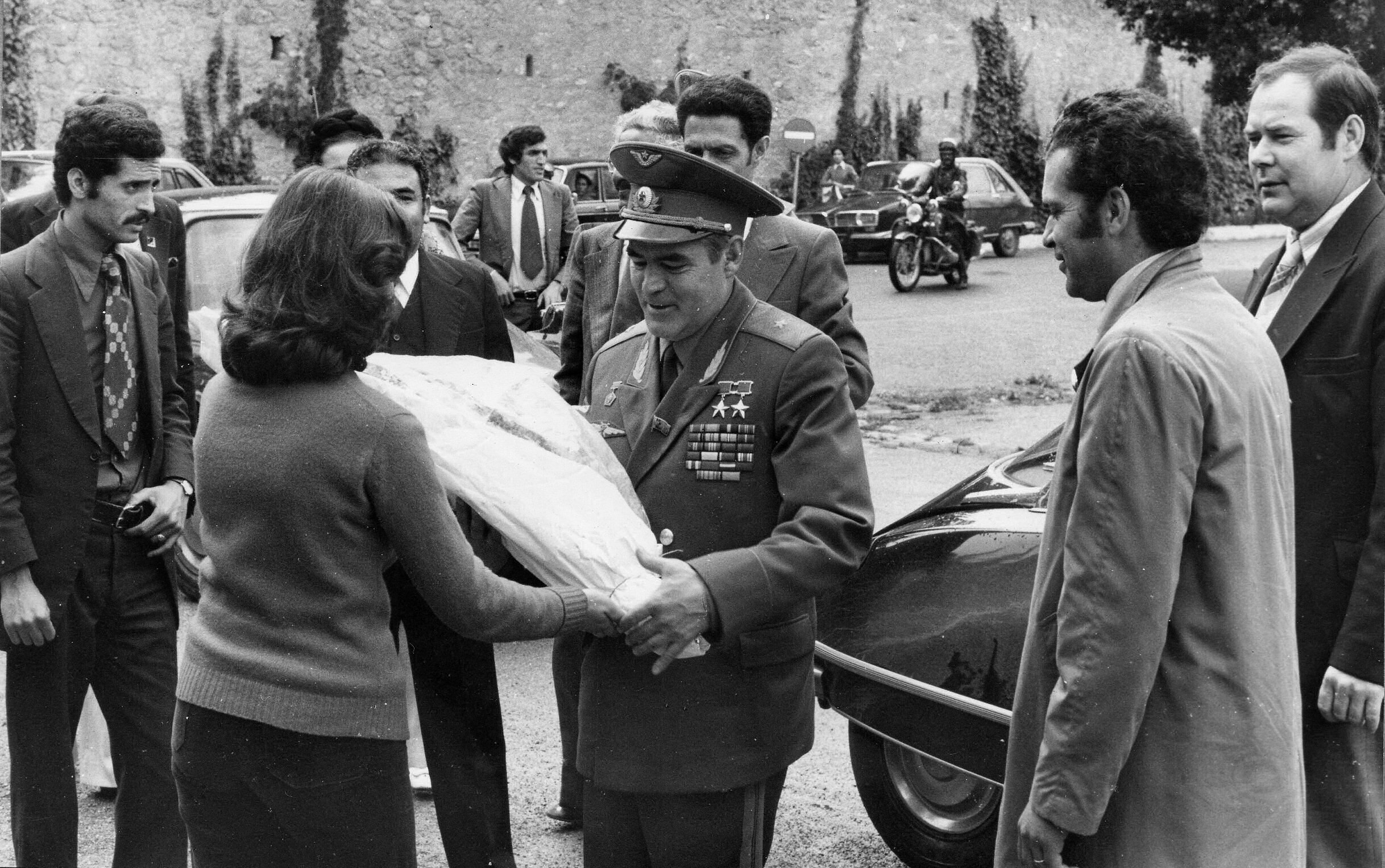
Visite à l'ITA de Mostaganem le 16 mai 1977 du Général Major de l'air Cosmonaute pilote Adrian Nicolaiev

Benabdallah Benzaza, né le 25 juin 1941 à Mostaganem et mort le 30 octobre 1984 à Sig, est un ingénieur agronome algérien. 

## Biographie

### Formation
Issu d'une famille d'agriculteurs propriétaires de terres agricoles, il fit une scolarité brillante à l'école Rose de Mostaganem, puis au lycée Zerrouki (ex-René Basset). Après avoir passé le baccalauréat, Il s'inscrivit à l'INA (Institut national agronomique d'El-Harrach), pour suivre un cursus d'ingénieur en agronomie, et demanda alors aux instances militaires françaises de pouvoir faire son service militaire afin d'apprendre le maniement des armes ainsi que les diverses techniques militaires. Il effectua finalement son service à Monaco. L'apprentissage militaire lui servira par la suite lorsqu'il rejoindra le maquis pour devenir Fidai. Il dut interrompre ses études en dernière année, étant recherché par la police française. Il rejoignit l'A.L.N, où il reçut le grade de lieutenant (son nom de maquis était Laarej). Il fut membre de la commission mixte de cessez-le-feu de l'arrondissement de Ténès et membre du comité de liaison militaire jusqu'au 12 août 1962. Il assura par la suite la responsabilité d'officier de coordination au sein du comité de coordination de liaison militaire de la Wilaya 5.
Après l'indépendance, il demanda à être démobilisé afin de reprendre ses études. Il devint ingénieur agronome, faisant partie de la première promotion post-indépendance, constituée de cinq ingénieurs.

### Carrière
Il commença ensuite sa carrière au Ministère de l'agriculture et de la révolution agraire, où il assura diverses fonctions :
- maître assistant à l'I.N.A d'El-Harrach ;
- sous-directeur de la protection des végétaux ;
- expert auprès de la FAO et vice-président du comité de la lutte contre le criquet pèlerin au siège de la FAO[1],[2] ;
- chef de la lutte anti-acridienne en Algérie et directeur du laboratoire phytosanitaire (port d’Alger) ;
- coauteur d'articles, parmi lesquels : 
  - Progression du bayoud en Algérie et résultats des prospections entreprises, Travaux sur le bayoud, 1969-1970, MARA-PV, Congrès maghrébin d’agronomie saharienne, BENZAZA (HB), BROCHARD (P.), DUBOST (D.) et HETHENER (P.), 1970 ; utilisé comme référence par des articles traitant les maladies du palmier[3],[4],[5].

Dès son retour dans sa ville natale Mostaganem, en 1971, il occupa le poste de directeur général de l'I.T.A (Institut de technologie agricole), dont il assura la gestion et le développement durant dix ans. Durant les années 1970, sous sa direction, l'ITA pris de l'importance jusqu'à devenir un modèle, un concept, bénéficiant de critiques dépassant les frontières nationales. Suivi de près par le ministère de l'agriculture, l'ITA recevait régulièrement la visite du président Houari Boumediène, qui assistait aux sorties de promotions pour remettre leur diplôme aux futurs ingénieurs et techniciens, dont on attendait en retour qu'ils comblent les besoins du pays dans le domaine du développement agricole. L'enjeu était considérable, l'Algérie étant alors en pleine réforme agraire.
De même, des personnalités étrangères s'intéressaient au modèle de l'I.T.A, à la qualité de l'enseignement qui y était dispensé par les professeurs algériens et les coopérants étrangers (pour la plupart français), à ses équipements topographiques et audiovisuels de pointe importés du Canada. Ainsi le président cubain Fidel Castro vint-il  visiter l'ITA. On dénombre également quelques délégations étrangères : chinoises, africaines, russes (visite du général major et cosmonaute russe Andrian Nikolaïev le 16 mai 1977).
En 2009, le nom « ITA » n'existe plus, cet institut ayant d'abord été renommé I.N.F.S.A, puis rebaptisé pendant un certain temps, en son hommage, du nom de feu Benzaza Hadj Benabdallah, et ayant enfin pris le nom de Abdelhamid Ibn Badis.
Après la direction de l'ITA, Hadj Benabdallah Benzaza assura la direction générale de l'ONAB (Office national des aliments du bétail), et enfin l'inspection régionale de l'ORAVIO (Office régional avicole de l'ouest), où il développa l'élevage avicole dans l'ouest du pays et mis en place le bureau régional de l'inspection à Hassi Mameche (commune de Mostaganem). Il est mort le 30 octobre 1984, à l'âge de 43 ans, dans un accident de voiture, sur la route de Sig.